# Thomas Heftye (1860–1921)

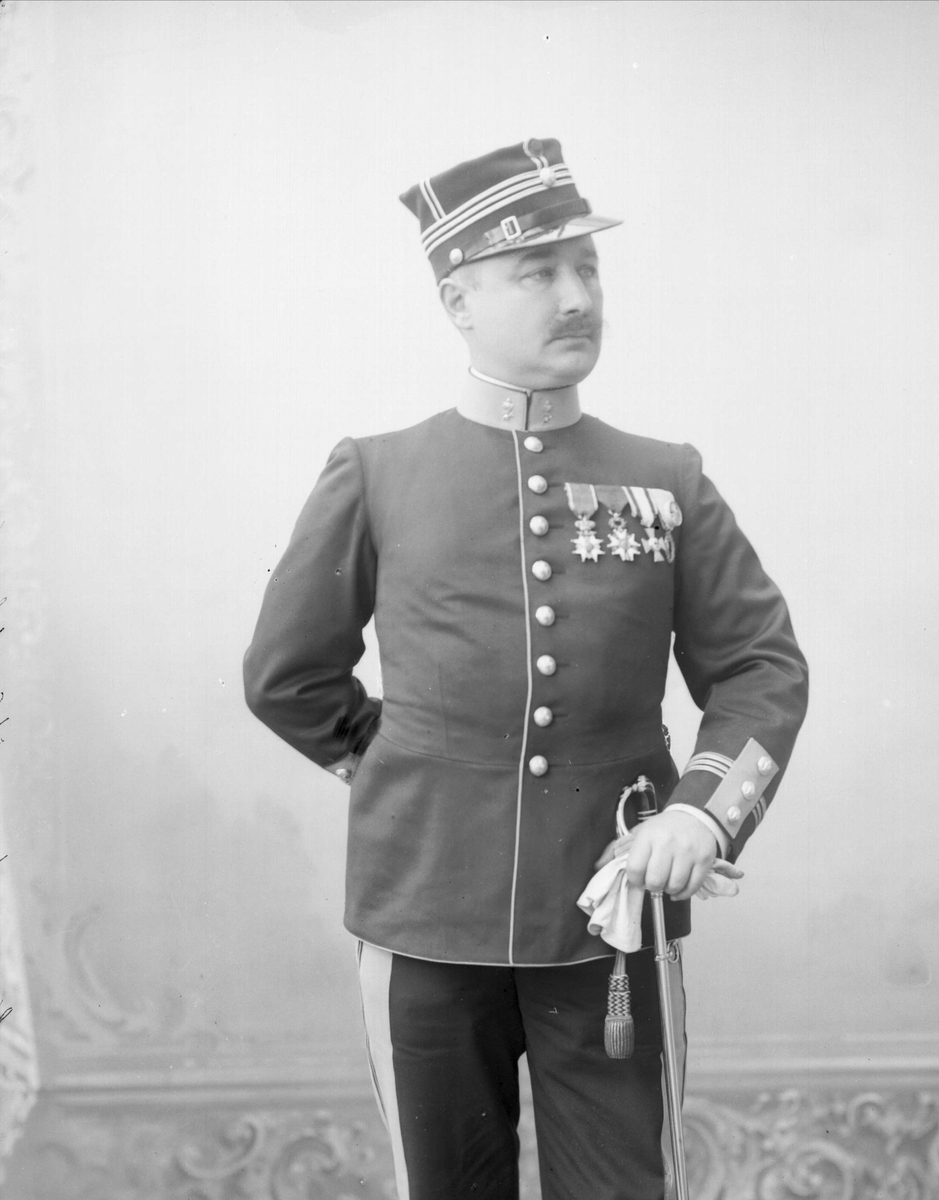
Thomas Heftye

Thomas Thomassen Heftye, född 10 april 1860, död 19 september 1921, var en norsk militär och kommunikationsexpert, son till Thomas Johannessen Heftye.
Heftye var ingenjörsofficer och 1900–1902 svensk-norsk militärattaché i Paris samt militär rådgivare hos norska statsrådsavdelningen i Stockholm 1903–1905. Han var försvarsminister juni–oktober 1903 och mars–april 1908, Heftye, som betytt mycket för utvecklingen av telegraf, telefon och radio med mera i Norge, var generaldirektör och chef för Norges telegraf- och statstelefonväsen 1905–1921. Han var 1919–1921 Norges representant i den internationella kommissionen för Sønderjylland. Heftye var ordförande i norska turistföreningen 1918–1921. Han omkom vid en järnvägsolycka i närheten av Trondheim.